# Resultat
Se även resultat (matematik).
Resultat är en ekonomisk term, ett samlingsbegrepp för ekonomisk vinst och förlust. Det är definierat som intäkter minus kostnader. Om kostnader och intäkter är lika stora, uppstår ett nollresultat. Begreppet förekommer inom många områden av ekonomi, men är centralt framförallt inom bokföring, ekonomistyrning och skatterätt.